# Беренов, Дмитрий Иванович
Дми́трий Ива́нович Бе́ренов (5 августа 1910, Екатеринбург, Российская империя — 17 октября 1958, Свердловск, РСФСР, СССР) — советский машиностроитель, инженер-конструктор, главный конструктор горнорудного и доменного машиностроения Уральского завода тяжёлого машиностроения (Уралмашзавода) (1952—1956), главный инженер Уральского завода тяжёлого машиностроения (Уралмашзавода) (1956—1958).

## Биография
Родился 5 августа 1910 года в городе Екатеринбурге Российской империи.
В 1934 году окончил Уральский индустриальный институт, с присвоением квалификации «инженер-механик».
С 1929 года — на Уральском заводе тяжёлого машиностроения (Уралмашзаводе).
В 1929—1952 гг. — инженер отдела главного конструктора, заведующий бюро стандартизации отдела главного технолога, начальник бюро, заместитель главного конструктора.
В 1945—1947 гг. — командировка в США для изучения опыта американской промышленности в составе группы 30 инженеров Уралмашзавода и правительственной комиссии.
В 1952—1956 гг. — главный конструктор горнорудного и доменного машиностроения Уральского завода тяжёлого машиностроения (Уралмашзавода).
В 1956—1958 гг. — главный инженер Уральского завода тяжёлого машиностроения (Уралмашзавода).
Крупнейший специалист по конструированию и расчётам на прочность горных машин. Один из первых в СССР предложил производить расчёт на прочность деталей машин с учётом влияния движущихся масс и накопления потенциальной энергии. Создал теорию решения динамически неопределённых задач, возникающих при изучении изменения кинетической и потенциальной энергии в движущихся частях крупных машин. Разработал аналитический метод определения напряжений в динамических системах.
Под его руководством был спроектирован ряд сложных и уникальных машин, в том числе, конусная дробилка крупного дробления 1500, конусная дробилка среднего дробления 2100 и другие.
Имел более 10 авторских свидетельств на изобретения. Автор 4 монографий.
Трагически погиб в авиакатастрофе 17 октября 1958 года в Свердловске. Похоронен на Северном кладбище Екатеринбурга.

## Награды
- Орден Красной Звезды
- Орден «Знак Почёта»

## Учёные степени
- Кандидат технических наук (1956)